# Julian Mau
Julian Mau (* 1987 in Hannover) ist ein deutscher Schauspieler und Sprecher.

## Leben
Julian Mau wuchs in Resse, einem Ortsteil der Gemeinde Wedemark, auf, wo er die Grundschule besuchte. Bereits während seiner Schulzeit wirkte er in verschiedenen Theaterproduktionen am Schauspielhaus Hannover mit. Nach seinem Abitur am Gymnasium in Mellendorf, wo er auch Schülersprecher war, ging er zunächst zum Radio und machte ein Print-Volontariat bei der Deister- und Weserzeitung. Eine Ausbildung zum Video-Journalisten und Moderator erfolgte zeitgleich. Er arbeitete mehrere Jahre für Print, Online und Hörfunk in verschiedenen Redaktionen und bei Radiosendern.
Während seines Engagements am Wiener Burgtheater, wo er 2010/2011 Mitglied des „Theaterjahres“ der Burg war, entschied sich Mau für die Schauspielerei. Er wirkte als Jungschauspieler in mehreren Produktionen der „Jungen Burg“ mit. Dort spielte er u. a. den Romeo und war als Hutmacher in Alice im Wunderland und König Marke in Tristan und Isolde zu sehen.
Nach ersten Filmarbeiten, die zeitgleich mit seiner Theaterarbeit entstanden, steht Mau mittlerweile überwiegend für Film und Fernsehen vor der Kamera.
In dem deutsch-österreichischen Action-Film Medcrimes – Nebenwirkung Mord, der im Mai 2013 auf RTL erstausgestrahlt wurde, spielte er den Journalisten Tommi, den jüngeren Bruder der Hauptfigur, der nach einem Kneipenbesuch auf offener Straße niedergeschossen wird. Von November 2013 bis Januar 2014 drehte er in St. Petersburg und Umgebung unter der Regie von Kirill Belevich den russischen TV-Mehrteiler mit dem internationalen Verleihtitel The Old Gun. Mau verkörperte darin neben Thure Riefenstein, Fitz van Thom, Bastian Sierich und Joshua Grothe den deutschen SS-Offizier Moritz, eine der fünf deutschsprachigen Hauptrollen des Films.
Im November 2018 war er in der ZDF-Krimiserie SOKO Stuttgart in einer Episodenhauptrolle zu sehen; der spielte den Studenten Julian Schuster, den Vater eines ungewollten Kindes, der in Verdacht gerät, die Mutter des Babys getötet zu haben. In der ZDF-Serie Notruf Hafenkante (2019) hatte Mau eine dramatische Episodenhauptrolle als Entführungsopfer Marvin Kessler. In der 7. Staffel der Vorabend-Krimiserie Morden im Norden (2021) übernahm er eine der Episodenrollen als „Nr. 1“ der Lübecker Rennszene und größter Rivale eines ums Leben gekommenen junge Rasers. In der 2. Staffel der ZDF-Serie Blutige Anfänger (2021) spielte er den schwerkriminellen Halbbruder des zum Hauptcast gehörenden Polizeianwärters Kilian Hirschfeld.
Mau ist außerdem als Synchronsprecher, Werbesprecher und Werbedarsteller (u. a. für Leonardo Hotels) tätig. Seine Stimme lieh er u. a. John Karna in der Netflix-Serie Scream und Noland Ammon in Kirby Buckets. Im Dezember 2018 trat er im Berliner Admiralspalast in dem Live-Hörspiel Die Bestie von Berlin gemeinsam mit Ronald Nitschke als Serienkiller Carl Großmann auf.
Julian Mau ist Mitglied im Bundesverband Schauspiel und Verband Deutscher Sprecher (VDS). Im Februar 2021 war Mau Teil der Initiative #ActOut im SZ-Magazin, zusammen mit 184 anderen lesbischen, schwulen, bisexuellen, queeren, intergeschlechtlichen und transgender Personen aus dem Bereich der darstellenden Künste.
Er lebt und arbeitet in Berlin.

## Filmografie (Auswahl)
- 2009: Händel – Der Film (TV-Doku)
- 2013: Die Spionin (Fernsehfilm)
- 2013: Medcrimes – Nebenwirkung Mord (Fernsehfilm)
- 2014: The Old Gun (Staroe ruzhe, Fernsehserie)
- 2014: Clara Immerwahr (Fernsehfilm)
- 2015: Tod auf der Insel (Fernsehfilm)
- 2015: Tatort: Grenzfall (Fernsehreihe)
- 2015: Catherine The Great (Russland, Fernsehserie)
- 2018: SOKO Stuttgart: Babyklappe (Fernsehserie, Episodenhauptrolle)
- 2019: Notruf Hafenkante: Vier Stunden Luft (Fernsehserie, Episodenhauptrolle)
- 2021: Morden im Norden: Der Lauf der Welt (Fernsehserie, Episodenrolle)
- 2021: Blutige Anfänger: Bruderkrieg (Fernsehserie, Episodenhauptrolle)
- 2022: SOKO Leipzig: Tod im Gericht (Fernsehserie, Episodenrolle)